# Udo Walendy
Udo Bruno Walendy (* 21. Januar 1927 in Berlin; † 17. November 2022 Mönchengladbach) war ein deutscher Publizist. Er gehörte zu der Gruppe der Geschichtsrevisionisten, die die nationalsozialistische Kriegsschuld bestreiten. In vielen Publikationen seines Verlages wird zudem der Holocaust geleugnet. Er war wegen Volksverhetzung mehrfach vorbestraft.

## Leben
Udo Walendy wurde im Dritten Reich gegen Ende des Zweiten Weltkriegs zum Reichsarbeitsdienst, als Luftwaffenhelfer und schließlich zur regulären Wehrmacht eingezogen. Er machte sein Abitur 1946 und besuchte danach die Journalistenschule in Aachen. Von 1950 bis 1956 studierte er an der Hochschule für Politik in Berlin Politikwissenschaft und erwarb dort sein Diplom. Danach arbeitete er als Leiter der Volkshochschule in Herford und als Geschäftsführer eines Arbeitgeberverbandes in Bielefeld. 1963 machte er sich selbständig und gründete in Vlotho den Verlag für Volkstum und Zeitgeschichtsforschung. Hier veröffentlichte er sein erstes Buch Wahrheit für Deutschland – Die Schuldfrage des Zweiten Weltkriegs. Vorarbeiten hatte er mindestens ab 1958 unter Pseudonym in der Zeitschrift Nation Europa veröffentlicht. Der Verlag wurde 1999, da Walendy aufgrund seiner Vorstrafen diesen nicht mehr führen durfte, auf seine Frau übertragen.
Nachdem er zunächst Mitglied der CDU war, schloss sich Walendy 1964 der gerade neu gegründeten Nationaldemokratischen Partei Deutschlands (NPD) an. Er war ab 1965 Kreisvorsitzender in Herford und trat dort auch zur Bundestagswahl 1965 an. Von 1967 bis 1973 gehörte dem Bundesvorstand der Partei an, kandidierte 1969 erneut zum Bundestag und war von 1971 bis 1973 Landesvorsitzender in Nordrhein-Westfalen. 
Walendy war als Vertreter des radikalen Flügels ein innerparteilicher Gegner des NPD-Vorsitzenden Adolf von Thadden. Er stand dem damaligen bayerischen Landesführer und stellvertretenden Bundesvorsitzenden Siegfried Pöhlmann nahe, der sich 1972 mit der Aktion Neue Rechte von der NPD abspaltete. Nach Verbüßung einer Haftstrafe wegen Volksverhetzung und einer erneuten Verurteilung 1997 wurde Walendy von der nordrhein-westfälischen NPD auf Platz eins ihrer Landesliste für die Bundestagswahl 1998 gesetzt. 
Walendy war seit Mitte der 1980er Jahre kein Mitglied der NPD mehr. Walendy unterhielt zahlreiche Kontakte zu rechtsextremen Vereinigungen, etwa zur Gesellschaft für freie Publizistik (GFP) und zum „Freundeskreis Ulrich von Hutten e. V.“, und wurde im November 2007 Vorsitzender des ein halbes Jahr später verbotenen Vereins zur Rehabilitierung der wegen Bestreitens des Holocaust Verfolgten (VRBHV). In zwei kanadischen Prozessen (1985 und 1988) gegen den Holocaustleugner Ernst Zündel sagte Walendy als Zeuge der Verteidigung aus. Den als Gerichtsgutachten 1988 verfassten Leuchter-Report veröffentlichte er umgehend in Buchform.
Walendy gehörte neben Germar Rudolf zu den bekannteren deutschen Holocaustleugnern, die die Verbrechen des Nationalsozialismus ganz oder teilweise leugnen. Er pflegte engen Kontakt mit der belgischen Organisation Vrij Historisch Onderzoek und war eng befreundet mit Florentine Rost van Tonningen. Von 1980 bis 2002 gehörte er zum Redaktionskomitee des holocaustleugnenden Institute for Historical Review.
Wegen Volksverhetzung, namentlich Holocaustleugnung, und anderer Delikte wurde Walendy 1996 und 1997 zu Haftstrafen in Höhe von 15 bzw. 14 Monaten verurteilt. Udo Walendy trat für die NPD als Oberbürgermeisterkandidat zu den Kommunalwahlen in Nordrhein-Westfalen 2014 in Mönchengladbach an.
Er verstarb im November 2022 in seiner Geburtsstadt Berlin im Alter von 95 Jahren.

## Tätigkeit als Autor und Verleger
Neben anderen Werken ließ Walendy in seinem Verlag zahlreiche Schriften erscheinen, in denen der Holocaust bestritten wird und allgemein das Dritte Reich in einem positiven Bild dargestellt wird. Dazu gehörten unter anderem:
- Schon 1964 erschien sein eigenes Buch Wahrheit für Deutschland – Die Schuldfrage des Zweiten Weltkriegs, das 1979 von der Bundesprüfstelle für jugendgefährdende Schriften wegen seiner Darstellung der Abläufe, die zum Krieg geführt hatten, indiziert wurde, also nicht mehr öffentlich beworben oder an Jugendliche abgegeben werden durfte.[8] Die Indizierung wurde 1994 nach langem Rechtsstreit aufgrund einer Verfassungsbeschwerde Walendys aufgehoben, da das Bundesverfassungsgericht auch eine mutmaßlich verzerrte Darstellung noch als wissenschaftliche Arbeit geschützt ansah. Einen erneuten Versuch zur Indizierung des Werks gab die Bundesprüfstelle 2001 wegen negativer Einschätzung der Erfolgsaussichten in einem erneuten Gerichtsverfahren auf.
- Zahlreiche Hefte der geschichtsrevisionistischen Zeitschriftenreihe Historische Tatsachen, die von der Vrij Historisch Onderzoek in Flandern weiterverlegt wird. Bereits ihre erste Ausgabe 1974 enthielt eine deutsche Übersetzung der Schrift Did Six Million Really Die? („Starben wirklich sechs Millionen?“) von Richard Verall unter dem Pseudonym Richard Harwood. Eine umgearbeitete Version unter eigener Autorenschaft publizierte Walendy in seiner Zeitschriftenreihe Historische Tatsachen. Später nutzte Walendy das Pseudonym Richard Harwood auch selbst.
- Der Jahrhundertbetrug (1977), die deutsche Übersetzung des Buches The Hoax of the Twentieth Century (1976), in dem Arthur Butz versucht, Beweise für den Holocaust zu widerlegen.
- Eine von Walendy besorgte Neuausgabe von Thies Christophersens Die Auschwitz-Lüge wurde eingezogen.

Nach Einschätzung Christian Mentels gebe Walendy zwar eine wissenschaftliche Arbeitsweise vor und vermeide allzu unverblümte antisemitische und holocaustleugnende Aussagen, charakterisiere aber Schlüsseldokumente wie das Protokoll der Wannseekonferenz als „Nachkriegsfälschung im Sinne jüdischer Interessen“ und behaupte, das „Weltjudentum“ habe Hitler-Deutschland den Krieg erklärt.

## Werke (Auswahl)
- F. D. Roosevelts Schritte in den Zweiten Weltkrieg. Verlag der jungen Generation, Dresden 2005, ISBN 3-938392-68-1.
- Aspekte jüdischen Lebens im Dritten Reich. Verlag der jungen Generation, Dresden 2005, ISBN 3-938392-71-1
- Auschwitz im IG-Farben-Prozeß - Holocaustdokumente? Verlag für Volkstum und Zeitgeschichtsforschung, Vlotho 1981, ISBN 3-922252-15-X
- Bild"Dokumente" für die Geschichtsforschung? Verlag für Volkstum und Zeitgeschichtsforschung, Vlotho 1973
- Die Weltanschauung des Wissens, Band 1-5. Verlag für Volkstum und Zeitgeschichtsforschung, Vlotho 1969
- Europa in Flammen, Band 1+2. Verlag für Volkstum und Zeitgeschichtsforschung, Vlotho 1967
- Wahrheit für Deutschland - Die Schuldfrage des Zweiten Weltkrieges, Verlag für Volkstum und Zeitgeschichtsforschung, 1964, ISBN 3-922252-07-9